# 마쓰무라 고스케
마쓰무라 고스케(일본어: 松村 晃助, 2004년 5월 2일~)는 일본의 축구 선수이다.

## 구단 경력
2025년 J1리그의 요코하마 F. 마리노스에 입단하였다.

## 국가대표팀 경력
그는 2023년 FIFA U-20 월드컵에 참가할 일본 U-20 국가대표팀에 발탁되었으며, 3경기에 출전했다.